# Cookie Belcher
Segado Cortez "Cookie" Belcher (Mexico, Misuri, 25 de junio de 1978) es un exjugador de baloncesto estadounidense que jugó en sus diez años de carrera deportiva en Italia, Israel y Grecia. Con 1,93 metros de estatura, jugaba en la posición de base.

## Trayectoria deportiva

### Universidad
Jugó cinco temporadas con los Cornhuskers de la Universidad de Nebraska, aunque en la que iba a ser su temporada sénior se lesionó de gravedad en la muñeca tras cuatro partidos, perdiéndose el resto, en las que promedió 11,8 puntos, 4,0 rebotes, 3,6 asistencias y 2,7 robos de balón por partido. Fue incluido en el tercer mejor quinteto de la Big 12 Conference en 1991 y en el segundo en 2001.
Fue además incluido esos dos años en el mejor quinteto defensivo de la conferencia, acabando su carrera como líder de todos los tiempos de su universidad en robos de balón, partidos jugados (131), partidos como titular (128) y minutos jugados (4.095). Lidera también la estadística en robos de balón en la Big 12 (353) y es el segundo jugaror de los Cornhuskers en alcanzar al menos 1.000 puntos, 400 asistencias y 200 robos de balón, tras Erick Strickland.

### Profesional
Tras no ser elegido en el Draft de la NBA de 2001, fichó por el Pallacanestro Biella de la Lega Basket Serie A italiana, donde jugó cuatro temporadas, en las que promedió 12,6 puntos y 3,5 rebotes por partido.
En 2005 fichó por el Bnei HaSharon de la Ligat ha'Al israelí, donde disputó otras cinco temporadas, siendo la más destacada la 2006-2007, en la que promedió 14,9 puntos y 3,7 asistencias por partido. Acabói su carrera jugando una temporada en el Maroussi B.C. de la A1 Ethniki griega.